# Banc de sable du Miocène de Tašmajdan
Le banc de sable du Miocène de Tašmajdan (en serbe cyrillique : Миоценски спруд Ташмајдан ; en serbe latin : Miocenski sprud Tašmajdan) est situé en plein centre de Belgrade, la capitale de la Serbie, dans la partie urbaine de la municipalité de Palilula et dans le parc de Tašmajdan. Remontant au Miocène, il figure sur la liste des monuments naturels géologiques protégés de la république de Serbie. Le site a été signalé en 1968.

## Géologie

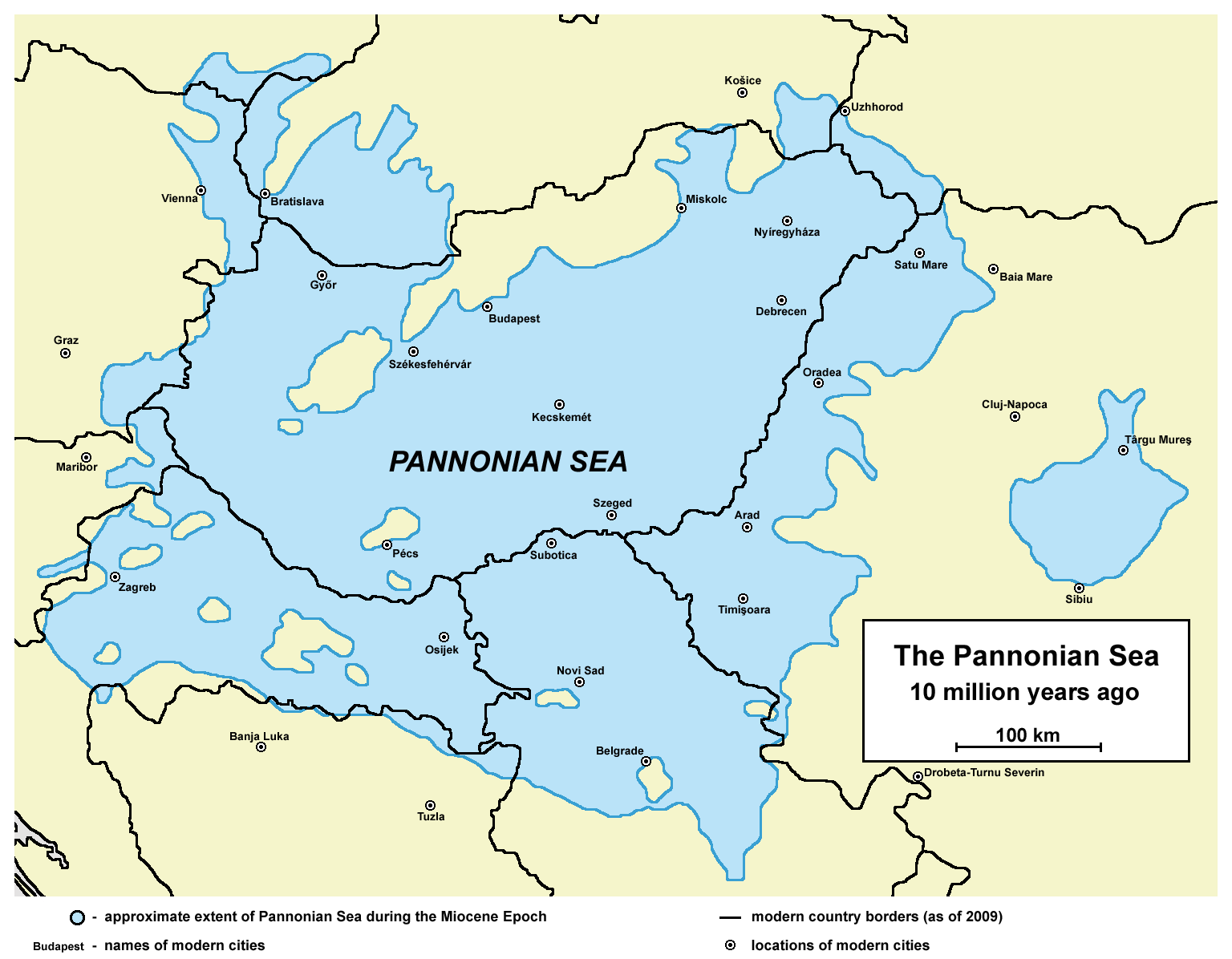
La mer de Pannonie